# Viaz
Pour l’article homonyme, voir Viaz (oblast de Kirov).

Trois exemples de viaz.

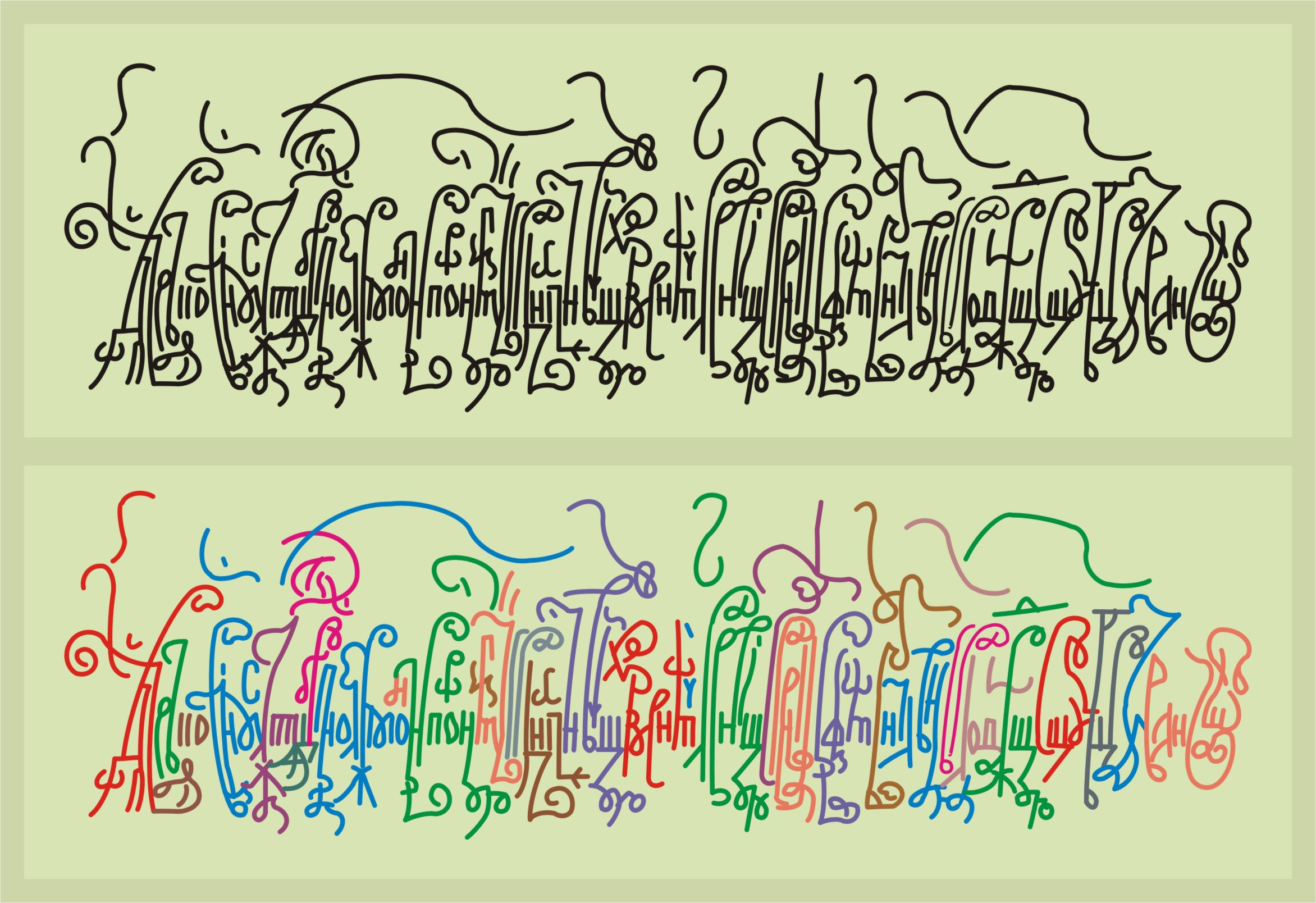
Exemple de viaz russe, reproduit avec chaque mot avec une couleur différente.

Le viaz (en russe : вязь) est un style d’écriture cyrillique ornée apparu en Russie à la fin du XIVe siècle.

## Caractéristiques
Elle se caractérise généralement par les aspects suivants :
- ligature de deux ou plusieurs lettres ;
- réduction de la taille de certaines lettres placées dans les espaces entre les lettres non réduites ;
- agencement vertical de lettres réduites ;
- déformation de parties de lettre afin de rapprocher les lettres entre elles.

On distingue trois variante de viaz : simple, complexe et décorative. Initialement utilisé à des fins pratiques (densification du texte dans un espace limité) la viaz développe rapidement un aspect esthétique, incluant des éléments décoratifs semblables à des arabesques pour combler les espaces vides. Les lettres sont souvent étirées (jusqu’à 10 fois leur largeur). Le texte devient alors plus difficilement lisible.
Ce style calligraphique atteint son apogée sous le règne d’Ivan IV et orne notamment — sur trois rangées — le clocher du Kremlin de Moscou portant son nom.